# 호이스트

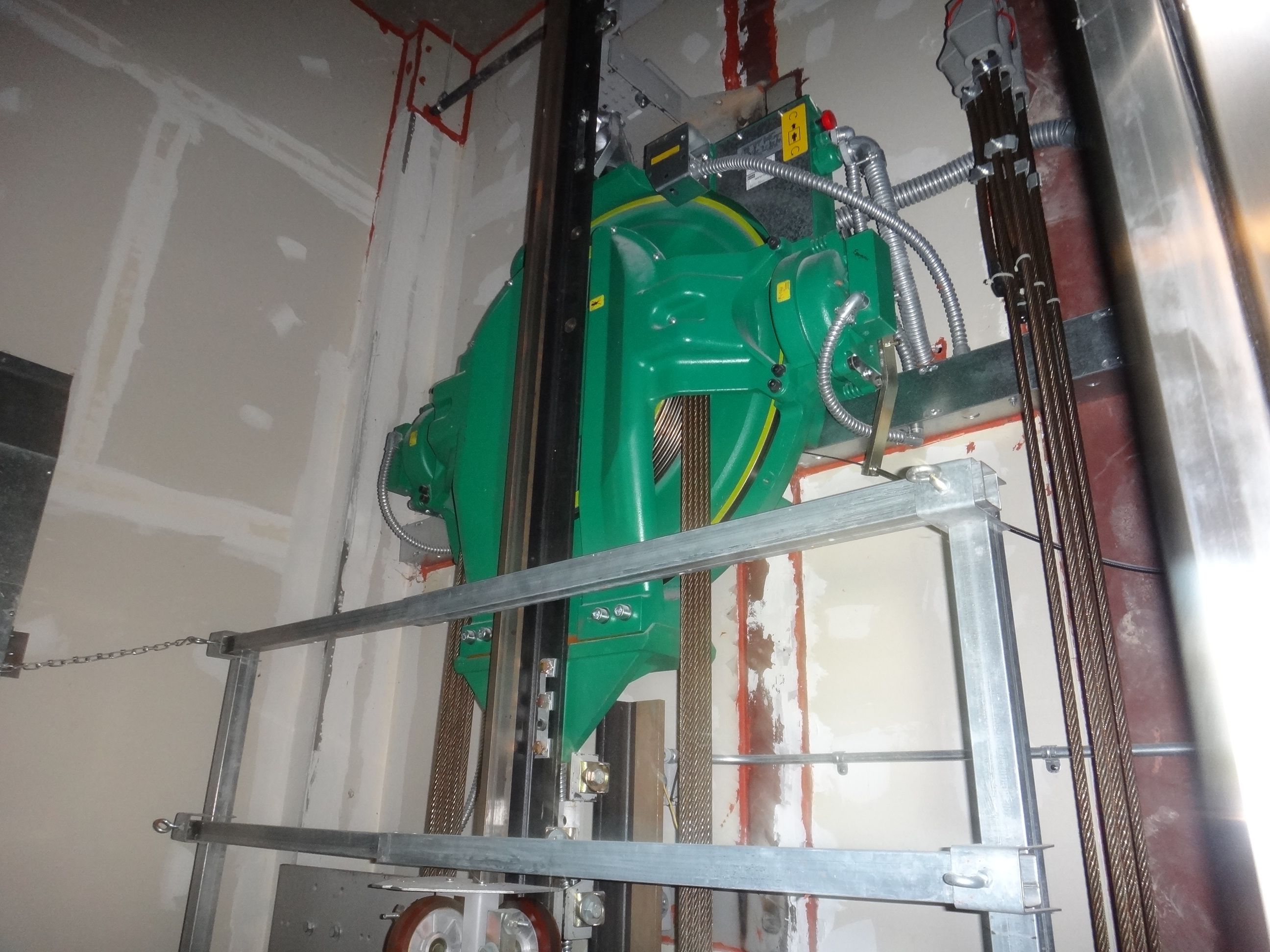
엘리베이터 상단에 달려 있는 호이스트

호이스트(hoist)는 로프 또는 체인이 감싸는 드럼 또는 리프트휠을 통해 하중을 들어 올리거나 낮추는 데 사용되는 장치이다. 수동으로 작동, 전기 또는 공압으로 구동될 수 있으며, 체인, 섬유 또는 와이어 로프를 리프팅 매체로 사용할 수 있다. 가장 친숙한 형태는 엘리베이터이며, 그 중 차체는 호이스트 메커니즘에 의해 상승하고 하강한다. 대부분의 호이스트들은 리프팅 후크를 사용하여 적재물에 결합한다. 오늘날 북미 간접 호이스트 산업에는 호이스트 제조 연구소, ASME 및 산업 안전 보건 관리국이 포함된 몇 가지 관리 기관이 있다. HMI는 호이스트 제조업체로 구성된 미국 자재 취급 산업의 제품 고문기관으로, 제품의 안전한 제품 사용을 장려한다.

## 유형

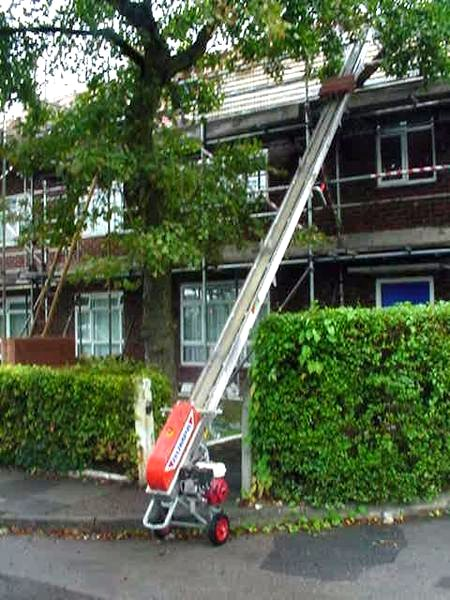
소형 가솔린 엔진이 장착된 건설용 호이스트

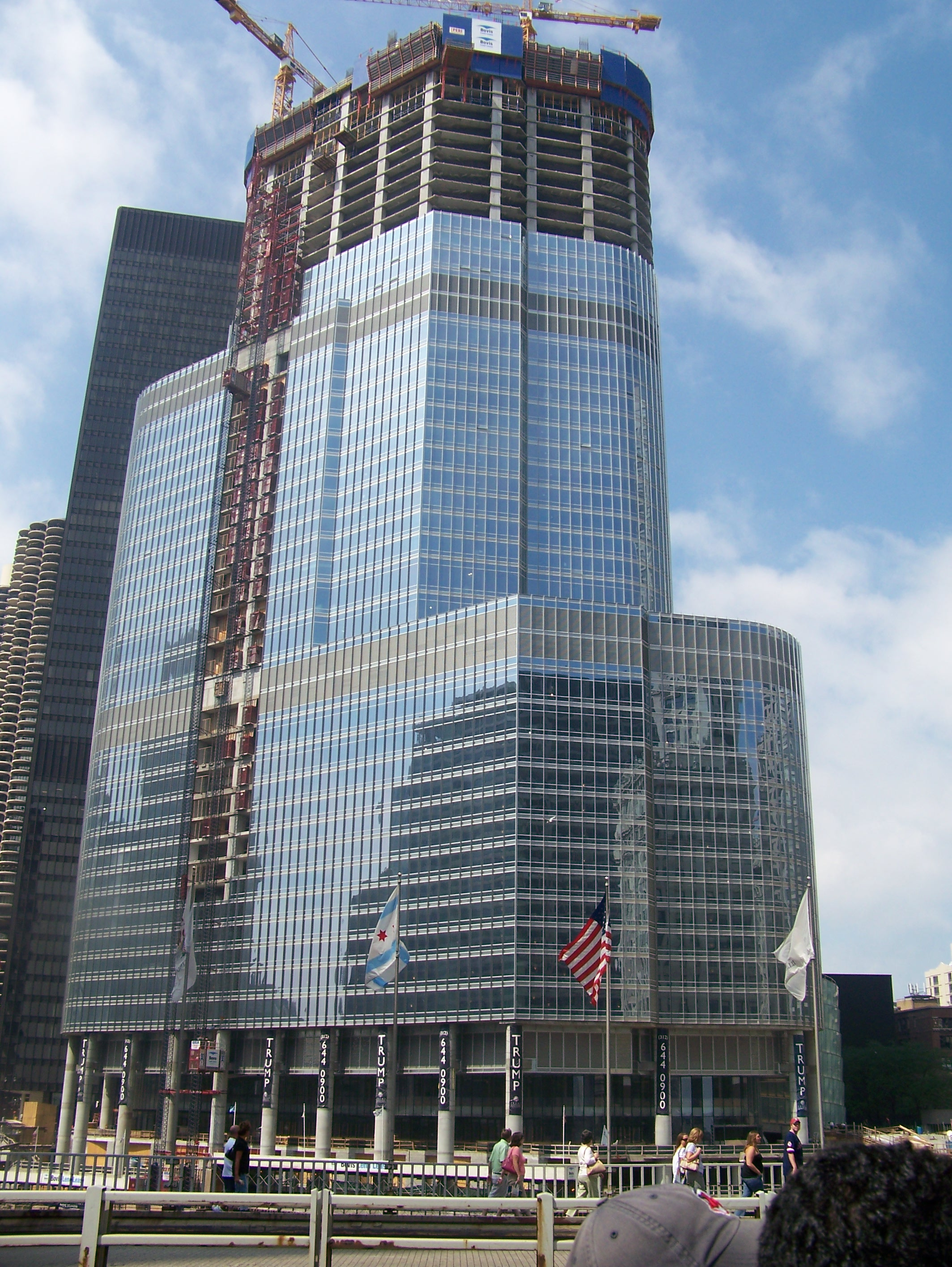
트럼프 인터내셔널 호텔 & 타워 시카고에 있는 호이스트

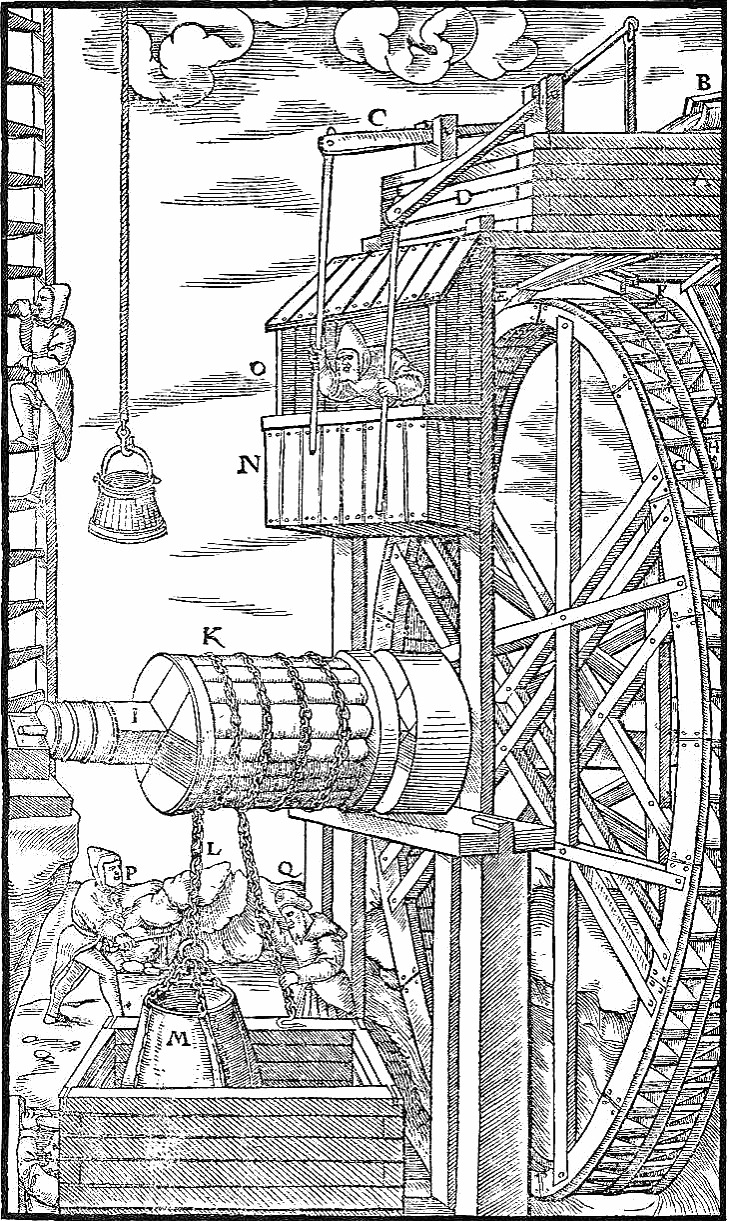
데레메탈리카에서 광석을 채취하는 데 사용되는 수력식 광산 호이스트.

‘호이스트’라는 단어는 하중을 들어 올리고 낮추는 다양한 유형의 장비를 설명하는 데 사용된다. 예를 들어, 많은 사람들이 엘리베이터를 묘사하기 위해 ‘호이스트’를 사용한다. 여기에 포함된 정보는 특히 오버헤드, 건설 및 광산 호이스트와 관련이 있다.

### 오버헤드 호이스트
오버헤드 호이스트는 미국 기계 엔지니어 협회(ASME) B30 표준에서 자유롭게 정지된(안내되지 않은) 하중을 들어 올리거나 내리는 데 사용되는 기계 장치로 정의된다. 이러한 장치는 일반적으로 산업 환경에서 사용되며, 오버헤드 크레인의 일부일 수 있다.
특정 오버 헤드 호이스트 구성은 일반적으로 리프팅 매체, 작동 및 서스펜션에 의해 정의된다. 리프팅 매체는 수직 운동을 전송하고 발생시키는 데 사용되는 구성 요소의 유형이며, 와이어 로프, 체인 또는 합성 스트랩 또는 로프를 포함한다. 이 작업은 호이스트 동작을 작동시키는 데 사용되는 동력의 유형을 정의하며, 수동 동력, 전력, 유압 동력 또는 공기 동력을 포함한다. 서스펜션은 호이스트를 매달리는 데 사용되는 장착 방법의 유형을 정의하며, 후크, 클레비스, 러그, 트롤리, 데크, 베이스, 벽 또는 천장을 포함한다.
가장 일반적으로 사용되는 오버헤드 호이스트는 리프팅 매체로 와이어로프 또는 체인으로 전기로 구동된다. 와이어 로프와 체인 호이스트는 모두 1800년대부터 공통적으로 사용되어 왔지만 전기 호이스트의 대량 생산은 1900년대 초까지 시작되지 않았으며, 독일에 의해 처음 채택되었다. 호이스트는 직렬 생산 단위 또는 사용자 정의 단위가 될 수 있다. 직렬 생산 호이스트는 일반적으로 비용 효율적이며, 가벼운 호이스트 의무 서비스 분류에서 십년 동안 사용할 수 있도록 설계되었다. 커스텀 호이스트는 일반적으로 더 비싸며, 무거운 호이스트 의무 서비스 분류를 위해 설계되었다. 시리얼 생산 호이스트는 한때 가볍고 중간 정도의 호이스트 의무 서비스 분류를 위해 설계된 것으로 간주되었지만, 60년대 이래로 이것이 변경되었다. 수년에 걸쳐 사용자 정의 호이스트 시장은 내구성이 뛰어난 직렬 생산 호이스트의 출현으로 크기가 감소했다. 기계 공장이나 제조 공장은 일반적으로 직렬 생산 호이스트를 사용하는 반면, 제철소 또는 NASA는 일반적으로 내구성 및 성능 요구 사항을 충족시키기 위해 맞춤형 호이스트를 사용할 수 있다.
오버헤드 호이스트는 적절한 설치, 작동, 검사 및 유지보수가 필요하다. 오버헤드 호이스트를 선택할 때 운영자는 하루 평균 작동 시간, 부하 스펙트럼, 시간당 시작, 작동 기간 및 장비 수명을 고려해야 한다. 이러한 매개 변수는 호이스트 서비스 분류를 결정하므로 호이스트 설치자와 사용자가 호이스트의 유용한 수명 및 의무 서비스 응용 프로그램을 더 잘 이해할 수 있다. 미국 기계 엔지니어 협회(American Society of Mechanical Engineers)는 또한 호이스트의 적절한 설계, 설치, 작동 및 유지 보수에 대한 추가 지침을 제공하는 “오버헤드 호이스트 (Underhung)에 대한 ASME B30.16 표준”을 포함하여 오버헤드 호이스트와 관련된 여러 가지 또는 표준을 게시한다.

### 건설 호이스트
맨리프트(Man-Lift), 벅호이스트, 임시 엘리베이터, 빌더 호이스트, 여객 호이스트 또는 건설 엘리베이터라고도 알려진 건설 호이스트는 고층 건물 또는 주요 병원과 같은 대규모 건설 프로젝트에 일반적으로 사용된다. 건설 엘리베이터에는 다른 많은 용도가 있다. 다른 많은 산업에서는 풀 타임 작업을 위해 벅호이스트를 사용하는데, 그 목적은 인력, 재료 및 장비를 지상과 고층 또는 구조물 중간의 바닥 사이에서 신속하게 운반하는 것이다. 세 가지 유형이 있다.
- 재료를 이동하는 유틸리티
- 인력을 이동하는 장비
- 인력과 재료 둘 다 할 수 있는 장비

건설 호이스트는 쌓인 마스트 타워 섹션을 따라 수직으로 이동하는 하나 또는 두 대의 자동차 (케이지)로 구성된다. 돛대 섹션은 안정성을 높이기 위해 25피트(7.62m)마다 구조물이나 건물에 부착된다. 돛대 섹션을 따라 정밀하게 제어되는 이동을 위해 현대 건설 호이스트는 다양한 속도로 돛대 섹션을 오르는 전동 랙 및 피니언 시스템을 사용한다.
호이스트는 유럽과 미국에서 주로 생산되었지만, 중국은 아시아에서 사용되는 호이스트 제조업체로 부상하고 있다.
미국 및 해외에서는 일반 계약자 및 기타 다양한 산업 시장이 특정 프로젝트를 위해 호이스트를 임대하거나 임대한다. 임대 또는 임대 회사는 일반 계약자에게 턴키 서비스를 제공하기 위해 호이스트에게 발기, 해체 및 수리 서비스를 제공한다. 또한 임대 및 임대 회사는 계약 중인 엘리베이터에 부품과 서비스를 제공할 수 있다.

### 광산 호이스트
광산 호이스트 (단순히 호이스트 또는 와인더라고도 함)는 광산 샤프트 내에서 운반을 올리고 낮추기 위해 지하 광산에 사용된다. 그것은 사람, 장비 및 다양한 하중을 올리는 데 사용되는 엘리베이터와 유사하다.
인간, 동물 및 수력은 1556년에 출판된 아그리콜라의 《데레메탈리카》에 문서화 된 광산 호이스트에 전력을 공급하는 데 사용되었다. 고정식 증기 엔진은 일반적으로 4기통 크로스 컴파운드 콜리스 엔진이 사용된 퀸시 광산에서와 같이 19세기와 20세기까지 광산 호이스트에 동력을 공급하는 데 사용되었다. 현대 호이스트는 전기 모터를 사용하여 구동되며, 역사적으로 솔리드 스테이트 컨버터 (사이리스터)를 사용하는 직류 드라이브로 구동된다. 그러나 현대의 대형 호이스트는 가변 주파수 제어되는 교류 드라이브를 사용한다. 광산 응용 프로그램에 사용되는 호이스트의 세 가지 주요 유형, 드럼 호이스트, 마찰 (또는 Kope) 호이스트 및 블레어 멀티 로프 호이스트가 있다. 호이스트는 무거운 재료를 들어 올리는 데 사용되는 모든 것으로 정의할 수 있다.

### 체인 호이스트
체인 호이스트 또는 차등 도르래, 체인폴 등으로 불린다. 자동차 엔진과 같은 매우 무거운 물체를 수동으로 들어 올리는 데 사용된다.

## 갤러리

체인 호이스트의 작동 원리
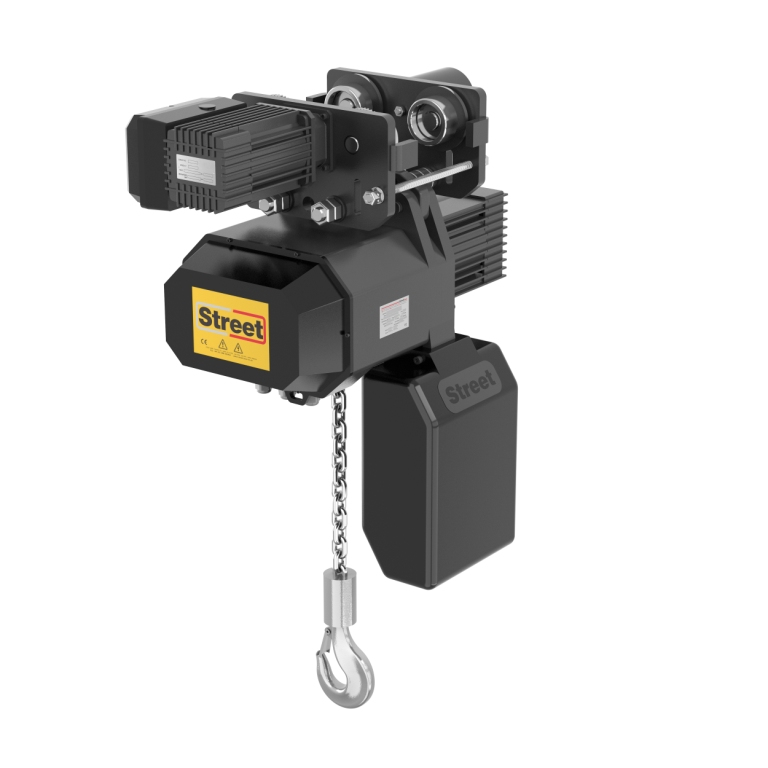
거리 체인 호이스트
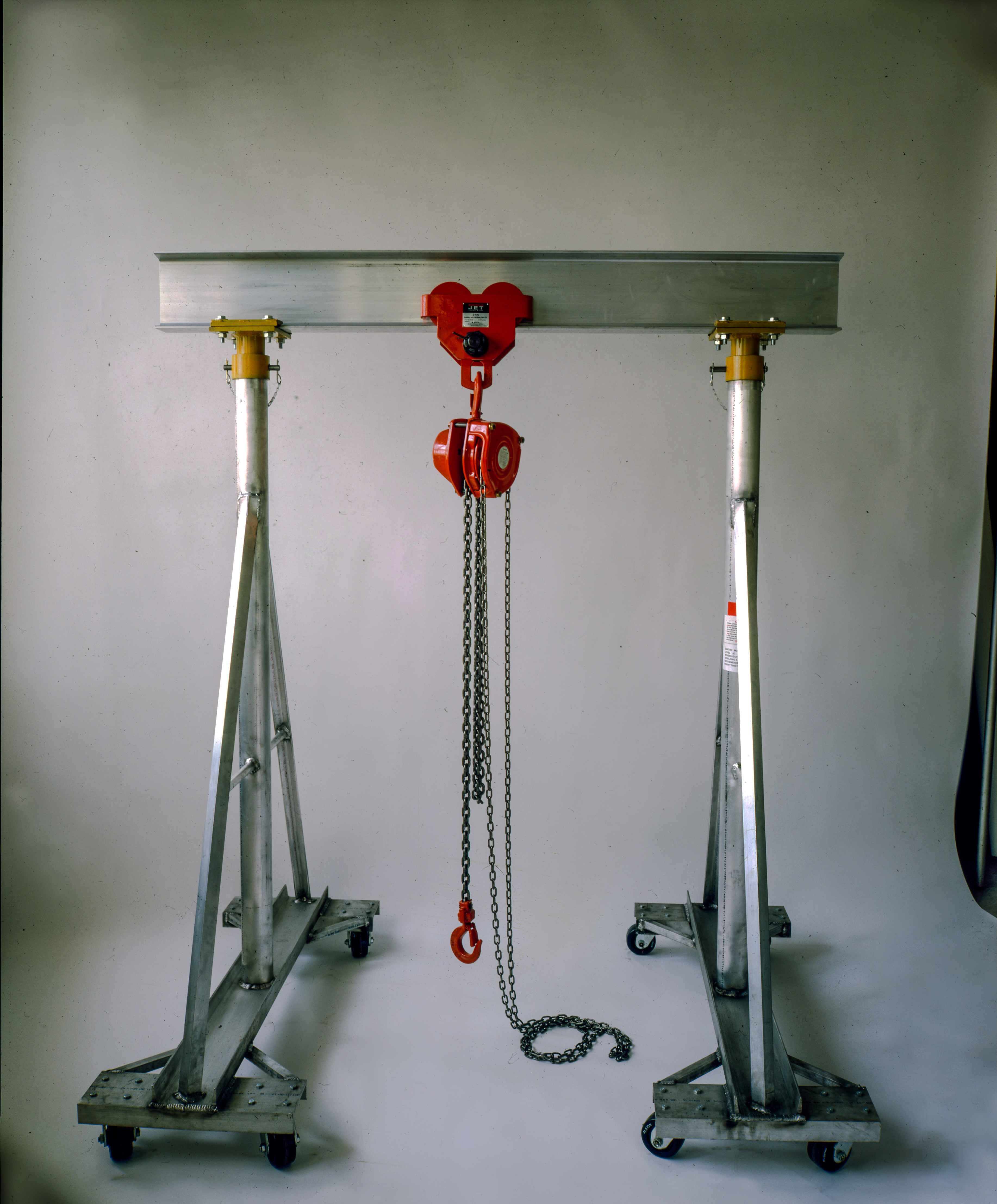
휴대용 알루미늄 갠트리 크레인
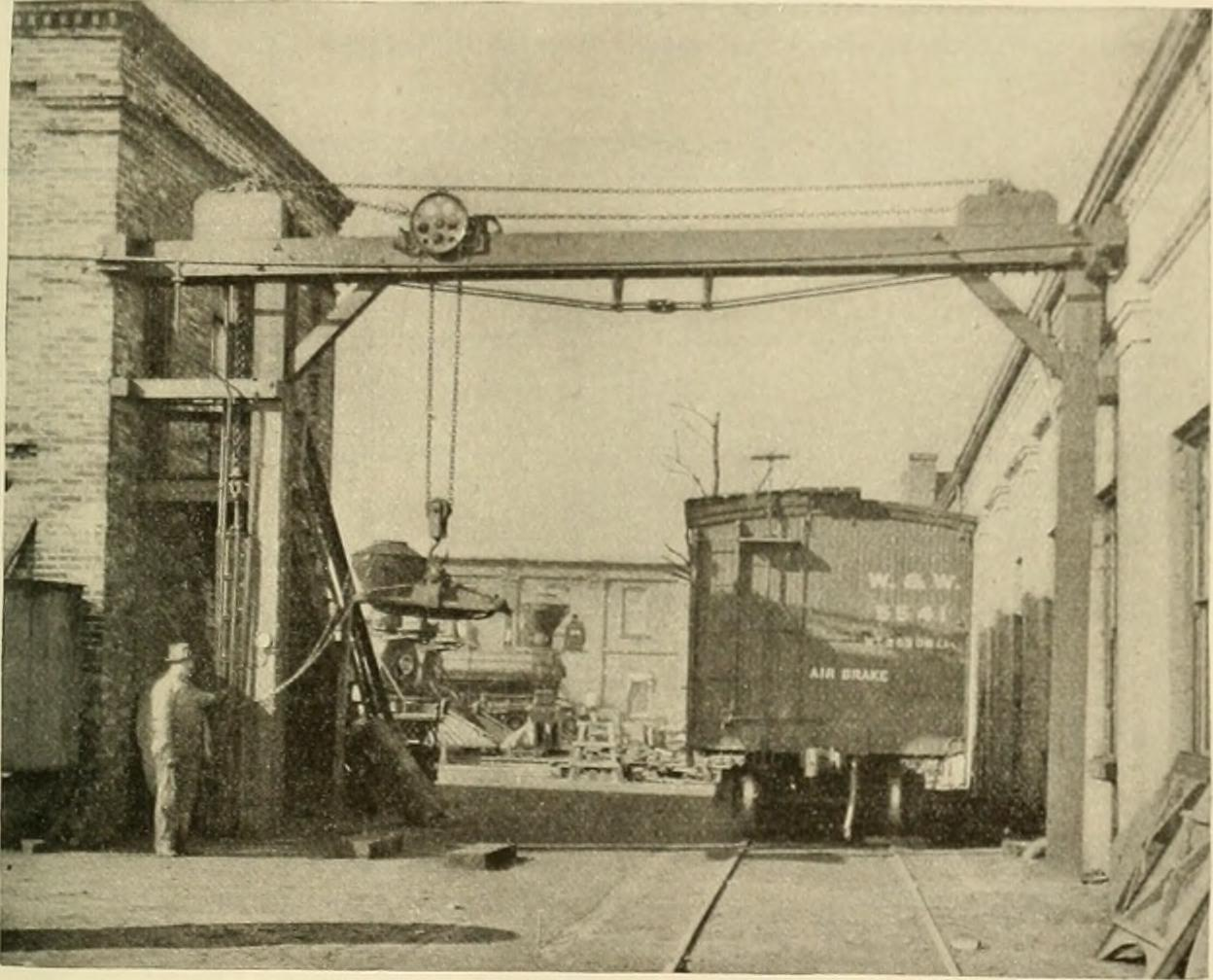
열차 차량용 갠트리 크레인
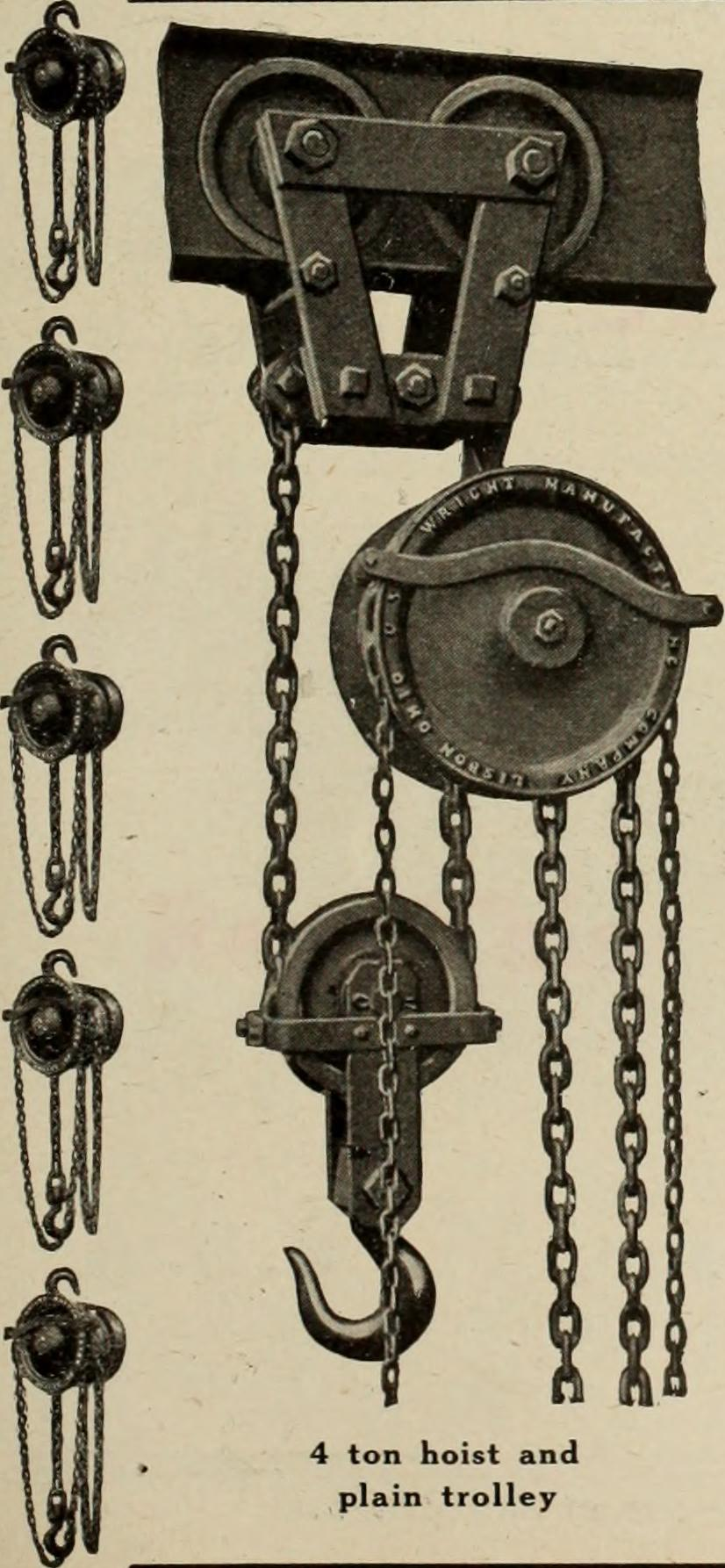

## 같이 보기
- 천장크레인
- 권양기